# Морено, Дидье
Дидье Андрес Морено Асприлья (англ. Didier Andrés Moreno Asprilla; род. 15 сентября 1991 года, Бахо-Баудо, Колумбия) — колумбийский футболист, полузащитник клуба «Атлетико Хуниор» и сборной Колумбии.

## Клубная карьера
Морено — воспитанник клуба «Америки» из Кали. В 2010 году он дебютировал за основной состав. В начале 2011 года Морено перешёл в «Индепендьенте Санта-Фе». 12 марта в матче против «Ла Экидад» он дебютировал в Кубке Мустанга. В 2012 году Дидье помог клубу выиграть чемпионат. Летом 2013 года Морено перешёл в «Атлетико Уила». 3 августа в матче против «Рионегро Агилас» он дебютировал за новую команду. В поединке против Патриотас Дидье забил свой первый гол за Атлетико Уила. В начале 2015 года Морено подписал контракт с «Индепендьенте Медельин». 31 января в матче против «Онсе Кальдас» он дебютировал за новый клуб. В 2016 году Морено во второй раз стал чемпионом Колумбии. 19 сентября 2017 года в поединке против «Атлетико Букараманга» Дидье забил свой первый гол за «Индепендьенте Медельин».
Летом 2018 года Морено был отдан в аренду в испанский «Депортиво Ла-Корунья». 24 августа в матче против «Эстремадуры» он дебютировал в Сегнуде. В 2019 году Дидье вернулся в «Индепендьенте Медельин».

## Международная карьера
В 2011 году Морено в составе молодёжной сборной Колумбии принял участие в молодёжном чемпионате Южной Америки в Перу. На турнире он сыграл в матчах против команд Чили, Аргентины, Парагвая, Уругвая, Боливии и дважды Эквадора.
Летом того же года Морено принял участие в домашнем молодёжном чемпионате мира. На турнире он сыграл в матчах против команд Франции, Мали, Северной Кореи, Коста-Рики и Мексики.
12 октября 2018 года в товарищеском матче против сборной США Морено дебютировал за сборную Колумбии.

## Достижения
Командные
 «Индепендьенте Санта-Фе»
- Победитель Чемпионата Колумбии — Апертура 2012
- Победитель Суперлиги Колумбии — 2013

 «Индепендьенте Медельин»
- Победитель Чемпионата Колумбии — Апертура 2016